# Carusia intermedia
La carusia (Carusia intermedia) è un rettile estinto, appartenente ai sauri. Visse nel Cretaceo superiore (Campaniano - Maastrichtiano, circa 75 - 70 milioni di anni fa) e i suoi resti sono stati ritrovati in Asia (Cina e Mongolia).

## Descrizione
Questo animale era molto simile a una lucertola attuale. La testa, però, possedeva una forma molto differente: era corta e arrotondata, dotata di narici molto piccole e di grandi orbite. I denti erano molto piccoli e smussati. Il postfrontale e il postorbitale erano fusi insieme, mentre l'osso squamoso era in contatto con lo jugale e il processo postorbitale. Carusia, infine, era dotato di una grande finestra temporale.

## Classificazione
Questo animale venne descritto per la prima volta nel 1985, sulla base di un cranio parziale con mandibole (noto con il numero di catalogo ZPAL Mg-R-III/34) ritrovato nella zona di Khermeen Tsav in Mongolia. Inizialmente venne descritto come Carolina intermedia, ma successivamente il nome generico risultò essere già stato utilizzato, e fu quindi necessario ridenominare l'esemplare come Carusia intermedia (Borsuk-Bialynicka, 1987). Altri resti di questo animale sono stati ritrovati in terreni coevi della Cina (Gao e Hou, 1996).
Inizialmente Carusia venne considerato un possibile rappresentante degli scincomorfi; successivi studi hanno indicato invece che Carusia era un membro degli anguimorfi, e probabilmente era il sister taxon degli Xenosauridae. Questo clade occuperebbe la posizione più basale tra gli anguimorfi (Gao e Norell, 1998). Altri animali probabilmente simili includono Exostinus e Dalinghosaurus (Evans e Wang, 2005).